# Kabinet-Erdoğan I
Het kabinet-Erdoğan I was van 2003 tot 2007 een Turks kabinet, gevormd door de AK-partij, met als premier Recep Tayyip Erdoğan.

## Samenstelling
| Functie                                         | Functie                           | Minister             | Begin         | Einde            |
| Nederlands                                      | Turks                             | Minister             | Begin         | Einde            |
| ----------------------------------------------- | --------------------------------- | -------------------- | ------------- | ---------------- |
| Premier van Turkije                             | Başbakan                          | Recep Tayyip Erdoğan | 14 maart 2003 | 28 augustus 2007 |
| Vice-premier                                    | Başbakan Yardımcısı               | Abdullah Gül         | 14 maart 2003 | 28 augustus 2007 |
| Minister Buitenlandse Zaken                     | Dışişleri Bakanı                  | Abdullah Gül         | 14 maart 2003 | 28 augustus 2007 |
| Vice-premier                                    | Başbakan Yardımcısı               | Mehmet Ali Şahin     | 14 maart 2003 | 28 augustus 2007 |
| Vice-premier                                    | Başbakan Yardımcısı               | Abdüllatif Şener     | 14 maart 2003 | 28 augustus 2007 |
| Minister van Staat                              | Devlet Bakanı                     | Ali Babacan          | 14 maart 2003 | 28 augustus 2007 |
| Minister van Staat                              | Devlet Bakanı                     | Nimet Çubukçu        | 14 maart 2003 | 28 augustus 2007 |
| Minister van Staat                              | Devlet Bakanı                     | Mehmet Aydın         | 14 maart 2003 | 28 augustus 2007 |
| Minister van Staat                              | Devlet Bakanı                     | Kürşad Tüzmen        | 14 maart 2003 | 28 augustus 2007 |
| Minister van Staat                              | Devlet Bakanı                     | Beşir Atalay         | 14 maart 2003 | 28 augustus 2007 |
| Minister van Justitie                           | Adalet Bakanı                     | Cemil Çiçek          | 14 maart 2003 | 8 mei 2007       |
| Minister van Justitie                           | Adalet Bakanı                     | Fahri Kasırga        | 8 mei 2007    | 28 augustus 2007 |
| Minister van Defensie                           | Millî Savunma Bakanı              | Mehmet Vecdi Gönül   | 14 maart 2003 | 28 augustus 2007 |
| Minister van Binnenlandse Zaken                 | İçişleri Bakanı                   | Abdülkadir Aksu      | 14 maart 2003 | 8 mei 2007       |
| Minister van Binnenlandse Zaken                 | İçişleri Bakanı                   | Osman Güneş          | 8 mei 2007    | 28 augustus 2007 |
| Minister van Financiën                          | Maliye Bakanı                     | Kemal Unakıtan       | 14 maart 2003 | 28 augustus 2007 |
| Minister van Onderwijs                          | Millî Eğitim Bakanı               | Hüseyin Çelik        | 14 maart 2003 | 28 augustus 2007 |
| Minister van Openbare Werken en Huisvesting     | Bayındırlık ve İskân Bakanı       | Faruk Nafız Özak     | 14 maart 2003 | 28 augustus 2007 |
| Minister van Volksgezondheid                    | Sağlık Bakanı                     | Recep Akdağ          | 14 maart 2003 | 28 augustus 2007 |
| Minister van Transport en Communicatie          | Ulaştırma Bakanı                  | Binali Yıldırım      | 14 maart 2003 | 8 mei 2007       |
| Minister van Transport en Communicatie          | Ulaştırma Bakanı                  | İsmet Yılmaz         | 8 mei 2007    | 28 augustus 2007 |
| Minister van Landbouw                           | Tarım ve Köyişleri Bakanı         | Mehmet Mehdi Eker    | 14 maart 2003 | 28 augustus 2007 |
| Minister van Werk en Sociale Zekerheid          | Çalışma ve Sosyal Güvenlik Bakanı | Murat Başesgioğlu    | 14 maart 2003 | 28 augustus 2007 |
| Minister van Industrie en Handel                | Sanayi ve Ticaret Bakanı          | Ali Coşkun           | 14 maart 2003 | 28 augustus 2007 |
| Minister van Energie en Natuurlijke Hulpbronnen | Enerji ve Tabii Kaynaklar Bakanı  | Mehmet Hilmi Güler   | 14 maart 2003 | 28 augustus 2007 |
| Minister van Cultuur en Toerisme                | Kültür ve Turizm Bakanı           | Atilla Koç           | 14 maart 2003 | 28 augustus 2007 |
| Minister van Milieu en Bosbouw                  | Çevre ve Orman Bakanı             | Osman Pepe           | 14 maart 2003 | 28 augustus 2007 |

## Reden ontslagaanvraag
Het parlement was niet in staat om een president te kiezen. Presidentskandidaten kregen niet de benodigde tweederdemeerderheid van de stemmen in het parlement om president te worden. De grondwet schrijft voor dat er nieuwe parlementsverkiezingen uitgeschreven moeten worden indien het parlement er niet in slaagt om een president te kiezen.